# Test de proteína truncada
El test de proteína truncada o PTT (de las siglas en inglés Protein Truncation Test) constituye un método de rastreo de mutaciones sin sentido o de cambio de fase, las cuales provocan la génesis de estructuras proteicas defectuosas (truncadas), que no desempeñan adecuadamente su función y pueden originar ciertas enfermedades. Este test se utiliza principalmente cuando hay una mutación común al final de la región ORF (marco abierto de lectura). Primeramente, el fragmento del gen debe ser clonado con un promotor para la transcripción in vitro.

## Introducción
La aparición de mutaciones en la secuencia de ADN de los organismos puede dar lugar al desarrollo de patologías, bien asociadas a algún tipo de deficiencia, a una expresión exacerbada de algún componente molecular, o al incorrecto funcionamiento de cierto sistema biológico, aún solo a causa de uno de sus eslabones. Las proteínas constituyen, en muchos casos, el origen de las enfermedades, sencillamente porque están involucradas en numerosos y diversos procesos, muy específicos en la mayoría de las ocasiones. De hecho , no todas las mutaciones resultan perjudiciales, ni todas han de reflejarse en la constitución proteica, pues pueden verse afectados elementos previos a la síntesis de las proteínas.
El análisis y detección de mutaciones puede realizarse en cualquiera de los distintos niveles del conocido dogma de la biología molecular (ADN --> ARN --> Proteína). El método PTT se basa ciertamente en el empleo de un análisis a nivel de ARN (en forma de ADNc o ADN genómico) y a nivel de proteína a partir de ADN genómico o ARNm (ARN mensajero), estudiándose las proteínas resultantes de la traducción de estos ácidos nucleicos, y desvelándose variantes proteicas truncadas, esto es, proteínas que carecen de un fragmento de su estructura a causa de la existencia de un codón de terminación de la traducción antes de lo debido (como consecuencia de la mutación deletérea).
Esta metodología permite analizar regiones de ADN de hasta 3.5 kb en un solo análisis y presenta casi un 100% de eficacia en la determinación de proteínas truncadas. Con este sistema se evitan, así mismo, problemáticas relacionadas con el aislamiento y purificación de las proteínas a estudio directamente de las células o tejidos.
Este ensayo se desarrolló en un inicio para estudiar la distrofia muscular de Duchenne, un desorden neuromuscular debido a mutaciones presentes en el mayor gen que existe, con 2.4 Mb de longitud.

## Procedimiento experimental
El protocolo comienza con la extracción del ARNm de interés o bien el ADN genómico de interés, para luego llevar a cabo una amplificación por PCR. En el caso de haber partido de ARN, debe realizarse previamente a la PCR un proceso de retrotranscripción (RT) para transformar el ARNm en ADNc. Uno de los primers u oligos utilizados para la amplificación porta la secuencia promotora de la ARN polimerasa del bacteriófago T7, de forma que los fragmentos generados poseen un promotor fuerte que permite una transcripción elevada; así como también porta el codón de inicio de la traducción (ATG).
A continuación, parte de los fragmentos generados por PCR son analizados corriéndolos en un gel de agarosa, y parte son transcritos y traducidos in vitro , marcándose los polipéptidos resultantes de diversas formas (incorporando leucina radiactiva, marcaje con biotina para su posterior detección por anticuerpos con fluorocromos, etc.). Y estos polipéptidos se separan seguidamente en un gel mediante electroforesis para, finalmente, transferir el resultado a una membrana para realizar un Western blot. Comparando con el patrón originado por proteínas normales, puede determinarse el grado de truncamiento presente en los polipéptidos defectuosos.

## Ventajas
Con este método solamente se analizan las regiones codificantes que dan lugar a proteínas, luego se evita el rastreo de gran parte de la secuencia global (intrones y ADN espaciador) de la región a estudio. Por otro lado, pueden realizarse análisis tanto a nivel de ARN como de proteína. En el primer caso, que es posible gracias al estudio de los fragmentos derivados de la PCR, pueden encontrarse variantes de secuencia que determinan un procesamiento (splicing, poliadenilación) diferente del transcrito, o un nivel de expresión distinto. Además, dado que los fragmentos amplificados corresponden a la región codificante, puede estudiarse dicha secuencia más fácilmente.

## Desventajas
Este sistema presenta también una serie de inconvenientes a tener en cuenta. Uno de ellos es la degradabilidad del ARN, lo cual impide su almacenamiento, a diferencia de lo que ocurre con el ADN, mucho más estable. Esta inestabilidad del ácido ribonucleico dificulta el trabajar con él, debiendo evitar por todos los medios su fácil y rápida degradación. Por último, las diferencia de expresión entre los dos cromosomas implicados en el gen en cuestión complica el ensayo, especialmente la degradación de los ARNm sin sentido, lo cual culmina en la degradación de la copia que presenta el alelo mutado. Por todo esto, al trabajar con ARN deben tenerse en cuenta más controles y precauciones durante la experimentación.